# Gaiomarte

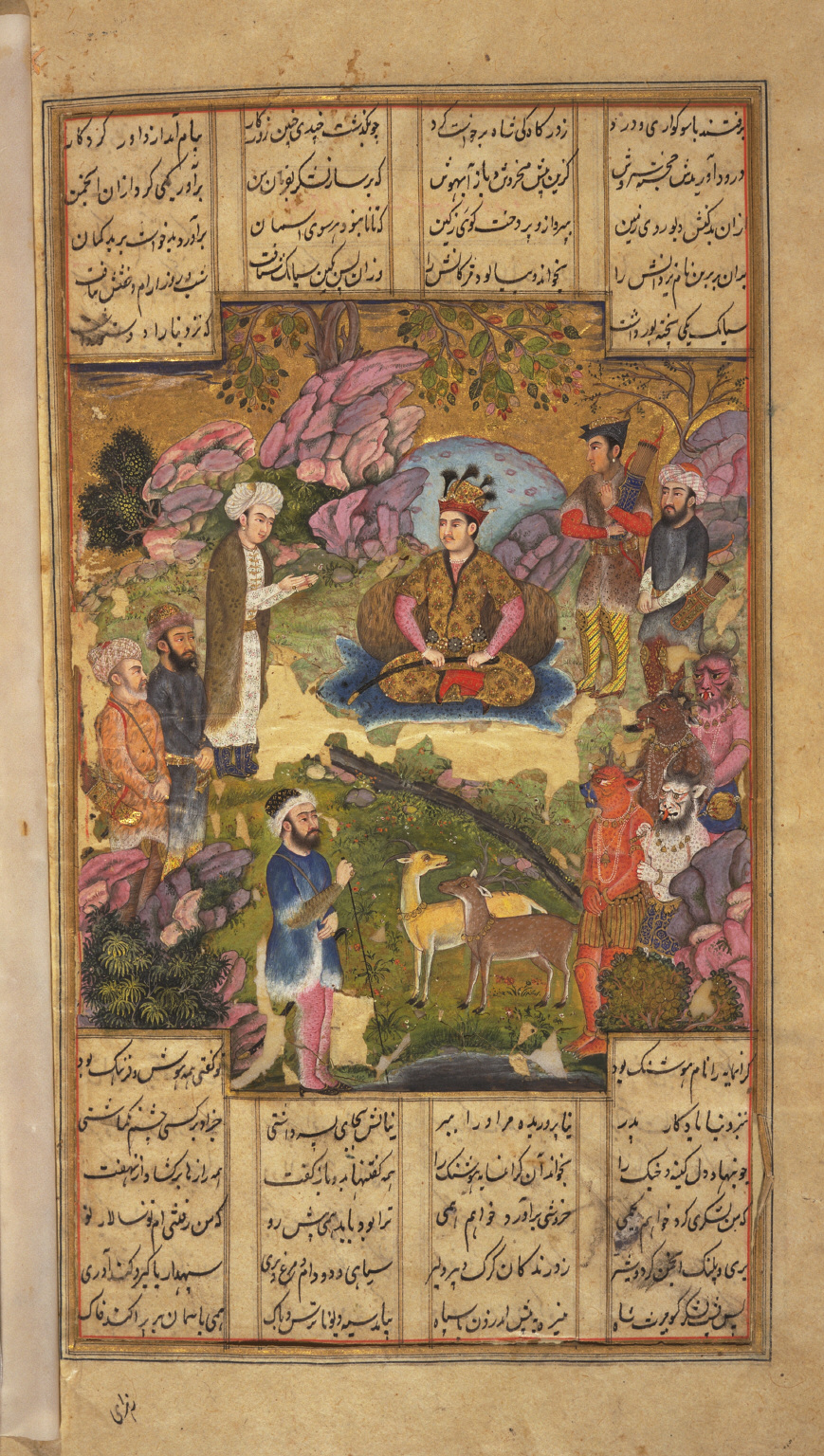
O manuscrito Épica dos Reis, que apresenta Gaiomarte enquanto ele instrui os seus oficiais para combater Arimã, o deus das trevas

Gaiomarte (em avéstico: 𐬔𐬀𐬌𐬌𐬊 𐬨𐬆𐬭𐬆𐬙𐬀𐬥; romaniz.: Gaiio Mərətan; em persa médio: 𐭪𐭣𐭬𐭫𐭲; romaniz.: Kayōmart / Gayōmart; em persa: کیومرث; romaniz.: Keyumars), na tradição avéstica, é tido como o primeiro ser humano.

## Na literatura zoroastrista
De acordo com o mito da criação zoroastrista, Gayōmart foi o primeiro humano, ou, de acordo com o Avestá, ele foi a primeira pessoa a adorar [[Aúra-Masda. As formas avésticas Masia e Masiana aparecem como os primeiros humanos do sexo masculino e feminino; seus nomes são versões da palavra marətan "mortal".
No oitavo livro do Dencarde, é feita uma referência à secção Chethrdāt da Avesta, que é dividida em 21 secções. Aparentemente, esta secção trata de como o mundo e a humanidade foram criados, incluindo a criação do Gayōmart. Também foram feitas referências à secção Varshtmānsar, que também incluiu informações sobre o Gayōmart, que Aúra-Masda deu a Zoroaster: "Durante 30 séculos, mantive o mundo de corrupção e decaimento, quando o século 30 chegou ao fim, os Dīvs agrediram Gayōmart. Mas finalmente os repeli e mergulhei na escuridão ".
Uma história concisa de Gayōmart de acordo com textos persas do meio é dada por Zabihollah Safa:

Gayōmart Gar-shāh (Rei das Montanhas) foi o primeiro humano Aúra-Masda criado. Antes de Gayōmart chegar, no quinto "Gāh" (Aúra-Masda criou o mundo em seis Gāhs) Gavevagdāt foi criado a partir de lama em Erān-vēdj (que era o meio da Terra) no lado direito do rio "Veh-Dāit" ... No sexto "Gāh" Gayōmart foi criado a partir da lama ... no lado esquerdo de "Veh-Dāit", para ajudar Uhrmazd e ele foi criado como um menino de 15 anos. Eles viveram por 3000 anos em paz e eles não oraram, não comeram e não conversaram, mas Gayōmart estava pensando sobre isso. No final do período de 3000, Arimã ficou atordoado e não podia fazer nada, Jēh gritou que o acordou ... sobre isso, Arimã e seus servos os Dīvs lutaram com a luz e no primeiro dia da primavera (1 de Farvardin, o novo ano iraniano) saltou para a terra como um dragão. Ele começou a criar a morte, a doença, a luxúria, a sede, a fome entre as formas de vida e espalhar os seres doentios no mundo (o "Kyrm", que inclui répteis, insetos e roedores)... Na catástrofe, Gavevagdāt morreu (isto também é o símbolo do último ano dando lugar ao novo ano, conforme descrito em relevos de Persépolis). E Arimã deixou "Astovidat" (A Dīv) para proteger Gayōmart, mas não podia matá-lo porque seu destino ainda não havia chegado ... Desde então ele ali viveu durante 30 anos e, após a morte, caiu no lado esquerdo e seu sémen caiu para o solo, fertilizado pelo sol... e depois de 40 anos cresceu Mashya e Mashyana... " 